# Grönmango
Grönmango (Anthracothorax viridis) är en fågel i familjen kolibrier.

## Utseende och läte
Grönmangon är en stor och mörkgrön kolibri som ofta kan verka svart. I sitt utbredningsområde har endast puertoricomangon och grönstrupig karib liknande storlek och form. Grönstrupig karib och hane puertoricomango har dock svart på buken, ej grönt. Hona och ungfågel puertoricomango har huvudsakligen grå undersidor, olikt grönmangons gröna. Bland lätena hörs ett ljust och tunt kvitter samt ett vasst och ljust "tsip".

## Utbredning och systematik
Fågeln förekommer enbart på Puerto Rico. Den behandlas som monotypisk, det vill säga att den inte delas in i några underarter.

## Status
Arten har ett begränsat utbredningsområde och beståndsutvecklingen är stabil. IUCN kategoriserar arten som livskraftig. Beståndet uppskattas till mellan 20 000 och 50 000 vuxna individer.